# Валерій Гаїна
Валерій Борисович Гаїна (рум. Valeriu Găină, народився 25 липня 1956 року) — молдовський (румунський) та американський гітарист, автор пісень, композитор, співак і музичний продюсер. Його вважають одним із найкращих радянських гітаристів.[неавторитетне джерело]

## Дитинство
Валерій Гаїна народився 25 липня 1956 року в Кезенешті Теленештського району Молдавської РСР у родині Бориса Олександру Гаїни та Катерини Тудор-Гаїни. Закінчив середню школу в Теленештах, а потім музичну школу в Сороках (клас "аккордеон", на гітарі почав грати з 13 років). Навчався в румуномовній школі (тоді мову називали молдовською). Ще з дитинства Валерій відчув на собі несправедливість імперського устрою СРСР, коли діти що навчались російською, насміхались над тими, хто навчається національними мовами.[неавторитетне джерело]

## Кар'єра
У 1973 році Валерій вступив до музичного училища в Тирасполі, а згодом став частиною ВІА «Кординал». Спочатку грав на бас-гітарі, потім на гітарі. У 1976 році під час гастролей «Кординала» в Сургуті Валерію надійшла пропозиція вступити до ансамблю «Магістраль» (з Благовєщенська). У 1978 році приєднався до «Молодих голосів» (з Тамбова), де разом з Олександром Кирницьким, Всеволодом Королюком та Олександром Моніним заснував гурт "Круїз". Гурт починав як другий склад «Молодих Голосів» які в 1980 році розпалися. Гурт отримав популярність ще з дебютним альбомом «Крутиться волчок».
«Круїз» здобув визнання в 1981 році, коли виступав перед великою публікою в найбільших залах СРСР(перший великий концерт відбувся у Харкові), а Валерій також утвердився як композитор.
У 1984 році колектив було заборонено постановою Міністерства культури УРСР, але після перебудови постанову було скасовано. Валерій став вокалістом, а також до Круїза приєднався барабанщик Сергій Єфімов. Вони записали демо-альбом «Rock Forever».
У 1985–1989 роках деякі союзні та республіканські чарти класифікували Валерія як найкращого рок-гітариста колишнього СРСР. Він наблизився до жанрів хард-рок, треш-метал і хеві-метал.
У грудні 1986 року до групи приєднався басист Федір Васильєв. На короткий час доєднався і Максим Удалов. Альбом «Круїз-1» розійшовся тиражем понад 12,5 мільйонів копій і мав величезний успіх.
У 1988 році він переїхав до Мюнхена, Німеччина, де продюсував дві платівки з тріо Cruise. Наприкінці 1980-х років Круїз став надзвичайно популярним на Заході, записавши в Німеччині альбом англійською мовою. Гурт проводить європейське турне багатьма країнами. Також Гаїна продюсував «групу Шах», допомагаючи їм випустити альбом «Beware».
Наприкінці 1989 року Валерій створив проект «Gain». Перший альбом було записано в Нешвіллі, але вийшов він лише в 1995 році. У 1991 році він емігрував до Лос-Анджелеса, де продовжив продюсувати музику а також створив гурт «Карма», який виступав переважно в клубах Лос-Анджелеса. У 1997 році він створив новий проєкт під назвою «iNSULATED». Ця група грає в стилі «техно-рок». У 2002 році колишні учасники Круїза випустили сингл з 5 пісень з альбому «Круїз 1», випущеного німецьким лейблом «Repertoire Records».
Гаїна приїздить до Росії з гастролями в 2004 році і після того декілька років живе паралельно у США та Росії регулярно здійснюючи перельоти туди і назад. Також у 2004 році він створює гурт «Гайна», а в 2006 році випусткає альбом «Снова Твой». У грудні 2009 року був запрошеним музикантом у турі «Черный кофе». Навесні 2012 року він возз'єднався з колишніми учасниками Круїзу для концерту пам'яті Олександра Моніна. Крім того, у 2012 році його було запрошено сесійним музикантом в одеський гурт Elion. Також Валерій став учасником проекту «Siren on the moon».
Окрім рок- та метал-гуртів, Gaina також продюсував багатьох виконавців поп-музики, репу та R&B. З 2014 року Валерій – ведучий радіошоу «Рок навсегда».
Тим не менше, згодом Валерій назавжди розірвав зв'язки з Росією, розчарувавшись у стані країни та суспільства, несумісному з бунтівною та свободолюбною душею рокера. Його останній виступ у Росії відбувся у 2016 році.
Нині Валерій мешкає у Лос-Анджелесі та веде активну продюсерську діяльність а також пише власні пісні.

## Підтримка України
Після початку широкомасштабного вторгнення Росії в Україну в 2022 році Валерій почав активно висловлювати свою проукраїнську позицію.
28 квітня 2022 року, через 2 місяці після нападу Росії на Україну, Валерій Гаїна опублікував у Facebook заяву, в якій чітко й однозначно засуджує розв'язану війну та звернувся до совісті колег по музичному цеху:
"Не мовчіть! Україна переможе. Війна закінчиться. І мені здається, що тим, хто ніяк не позначає зараз свою позицію - доведеться відповідати за це.. пояснювати чому вони нічого не зробили?! Правда переможе. І тим хто сьогодні стоїть на стороні брехні - доведеться всю решту життя носити ганебне клеймо".
Крім того, влітку 2022 року у мережі з'явився трек гурту Bestial Invasion - Technical Thrash на підтримку України, на якому Валерій зіграв гостьове соло.
13-15 квітня у виставковому центрі Anaheim Convention Center каліфорнійського міста Анагайм (США) пройшла одна з найбільших виставок музичних інструментів та обладнання у світі. Крім інтересу до виставки в Anaheim Convention Center, Валерія Гаїну залучив і конкретний експонат: електрогітара під назвою "Volya", зроблений руками українських майстрів із афтографом Валерія Залужного. Так він описав цей інструмент:
"Під звуки сирен та вибухів, без електрики, проте відчуваючи підтримку людей усіх великих народів, український виробник Universum Guitars створив електрогітару «ВОЛЯ», яка звучить як символ неприборканої української нації. Щоразу, коли звучатиме гітара «ВОЛЯ», вона передаватиме звук подяки українських сердець усім, хто стояв за Україну, хто допоміг нашим захисникам повернути мир до нашого дому, посмішки на обличчях українських дітей та мир у житті..".
Зробивши фото на тлі стенда з унікальним інструментом та потримавши його в руках, Валерій Гаїна зробив у Facebook наступний запис:
"А ось і презентація цієї чудової гітари війни. Я тримав її в руках. Грав на ній - вона дивовижна, з неймовірним звуком, чарівного вигляду та ще й з афтографом справжнього героя! Про те, скільки вона коштує ми дізнаємось коли її мені продадуть. Слава Україні та її чудовим майстрам!"
Також Валерій відгукнувся на запрошення колаборації українських музикантів Rock Victory of Ukraine (проєкт рок-клубу "Рок Січ") і регулярно бере участь у ютьюб-стримах зі збором грошей для ЗСУ. Серед іншого, в рамках проєкту було представлено україномовну версію пісні "Дальнє світло", де разом з Валерієм зіграли та заспівали різні українські музиканти.

## Дискографія
- 1981, Крутится волчок
- 1982, Послушай, человек
- 1983, Путешествие на воздушном шаре
- 1984, P.S.: Продолжение следует
- 1985, КиКоГаВВА
- 1987, Круиз-1
- 1988 "Kruiz"
- 1989, "Kruiz 1989"
- 1991, Gain
- 1993, Karma
- 1994, Shue String DeLilla
- 1997, Insulated
- 2006, Снова твой
- 2008, С кем ты играешь и поёшь?!